# Georges Lemarchand
Pour les articles homonymes, voir Lemarchand.
Georges Lemarchand, né le 1er octobre 1899 à Saint-Pierre-la-Vieille (Calvados) et mort le 12 août 1967 à Saint-Pierre-la-Vieille (Calvados), est un homme politique français.

## Biographie
Agriculteur à Saint-Pierre-la-Vieille, Georges Lemarchand est élu conseiller municipal, sans étiquette, de cette commune en 1935, et accède au fauteuil de maire quatre ans plus tard.
Pendant l'occupation, il conserve ses fonctions, et ne s'engage ni dans la Résistance, ni dans la collaboration.
Membre, après la guerre, du Mouvement Républicain Populaire dès la création de ce parti, il est candidat sur la liste menée par Jean Louvel dans le Calvados pour l'élection de la première assemblée constituante, en 1945. Il est alors élu député, mais son activité parlementaire est extrêmement réduite.
Réélu dans les mêmes conditions en juin 1946, il n'est pas plus actif à l'assemblée, et décide de ne pas se représenter pour les élections qui ont lieu en novembre.
Retrouvant le fauteuil de maire de Saint-Pierre-la-Vieille en 1947, et ses autres engagements politiques par la suite se limitent à une candidature comme suppléant de Jean Louvel lors des sénatoriales de 1959.

## Détail des fonctions et des mandats
Mandats parlementaires
- 21 octobre 1945 - 10 juin 1946 : Député du Calvados
- 2 juin 1946 - 27 novembre 1946 : Député du Calvados